# Питнер, Ярослав
Ярослав Питнер (чеш. Jaroslav Pitner; 7 февраля 1926[…], Хорушице — 20 марта 2009[…], Йиглава) — чехословацкий хоккейный тренер. Член зала славы чешского хоккея.

## Биография
Ярослав Питнер был вратарём по амплуа, но практически не играл в хоккей на высшем уровне. С 1958 по 1982 год тренировал «Дуклу» Йиглава (за это время клуб 8 раз становился чемпионом Чехословакии). Потом работал в немецком «Ландсхуте» (1983-85), пльзеньской «Шкоде» (1985-87), с 1987 по 1990 год был президентом йиглавской «Дуклы», с 1990 по 1992 год — ассистентом главного тренера «Шкоды». Наибольшей известности добился будучи тренером сборной Чехословакии. С 1966 по 1973 год был тренером сборной. За это время чехословацкая сборная выиграла чемпионат мира 1972 года и дважды становилась призёром Олимпийских игр.

## Достижения

### Дукла Йиглава
- 8-кратный чемпион Чехословакии 1967—1972, 1974, 1982
- 5-кратный серебряный призёр чемпионата Чехословакии 1966, 1973, 1977, 1979, 1980
- 4-кратный бронзовый призёр чемпионата Чехословакии 1962, 1964, 1975, 1976

### Сборная Чехословакии
- Чемпион мира 1972
- Серебряный призёр Олимпийских игр 1968 и чемпионатов мира 1968, 1971
- Бронзовый призёр Олимпийских игр 1972 и чемпионатов мира 1969, 1970, 1973